# Augochlorella neglectula
Augochlorella neglectula är en biart som först beskrevs av Cockerell 1897.  Augochlorella neglectula ingår i släktet Augochlorella och familjen vägbin. Inga underarter finns listade.